# How to Destroy Angels
How to Destroy Angels (estilizado a How to destroy angels_ ) es un proyecto musical creado por el líder de Nine Inch Nails Trent Reznor, su esposa Mariqueen Maandig, Atticus Ross y Rob Sheridan.
El nombre de la banda se debe a un sencillo de 1984 de la banda Coil del mismo nombre.
En septiembre de 2012, Trent Reznor anunció la salida del EP, An Omen, que será lanzado el 13 de noviembre de 2012. También anunció que firmaron con Columbia records y que lanzarían un álbum de larga duración a principios de 2013.

## Historia
El primer lanzamiento de la banda, un EP con seis canciones salió a la venta el 1 de junio de 2010. Se extrajo del álbum el sencillo "A Drowning". Una segunda canción, "The Space in Between", debutó como vídeo en Pitchfork.com el 14 de mayo de 2010. La dirección del videoclip corrió a cargo de Rupert Sanders.
El 30 de noviembre de 2011, la banda anunció por Twitter que lanzarían la versión de la canción de Bryan Ferry, Is your love strong enough? para la banda sonora de la película The Girl with the Dragon Tattoo.
Trent Reznor anunció en el 2012, por vía Facebook que firmaron con el sello discográfico Columbia Records. También se anunció que 
Rob Sheridan, el director artístico de la banda, pasó a formar parte de la banda.

## Discografía
EP
- How to Destroy Angels[5] (2010)
- An Omen (2012)
- Welcome Oblivion (2013)

Sencillos
- "A Drowning" (2010)
- "Keep It Together" (2012)

## Videoclips
- "The Space in Between" (2010)
- "Keep It Together" (2012)